# Indian Wells Open 2017 - Qualificazioni singolare maschile
Le qualificazioni del singolare  maschile dell'Indian Wells Open 2017 sono state un torneo di tennis preliminare per accedere alla fase finale della manifestazione. I vincitori dell'ultimo turno sono entrati di diritto nel tabellone principale. In caso di ritiro di uno o più giocatori aventi diritto a giocare nel tabellone principale, a questi sono subentrati i lucky loser, ossia i giocatori che hanno perso nell'ultimo turno di qualificazione ma che avevano una classifica più alta rispetto agli altri partecipanti che avevano comunque perso nel turno finale.

## Teste di serie
1. Nikoloz Basilašvili (qualificato)
2. Denis Istomin (primo turno, ritirato)
3. Yoshihito Nishioka (ultimo turno, Lucky loser)
4. Radu Albot (qualificato)
5. Michail Kukuškin (ultimo turno, Lucky loser)
6. Jared Donaldson (primo turno)
7. Santiago Giraldo (qualificato)
8. Ernesto Escobedo (primo turno)
9. Dušan Lajović (qualificato)
10. Illja Marčenko (ultimo turno)
11. Serhij Stachovs'kyj (primo turno)
12. Marius Copil (qualificato)

1. Norbert Gombos (ultimo turno)
2. Julien Benneteau (qualificato)
3. Jozef Kovalík (primo turno)
4. Henri Laaksonen (qualificato)
5. Peter Polansky (primo turno)
6. Vasek Pospisil (qualificato)
7. Denis Kudla (ultimo turno)
8. Darian King (qualificato)
9. Tobias Kamke (ultimo turno)
10. Andrej Rublëv (primo turno)
11. Aleksandr Bublik (ultimo turno)
12. Gō Soeda (primo turno)

## Qualificati
1. Nikoloz Basilašvili
2. Henri Laaksonen
3. Elias Ymer
4. Radu Albot
5. Darian King
6. Vasek Pospisil

1. Santiago Giraldo
2. Peter Gojowczyk
3. Dušan Lajović
4. Julien Benneteau
5. Federico Gaio
6. Marius Copil

### Lucky loser
1. Yoshihito Nishioka

1. Michail Kukuškin

## Tabellone

### Legenda
| - Q = Qualificato - WC = Wild card - LL = Lucky loser | - ALT = Alternate - SE = Special Exempt - PR = Protected Ranking | - w/o = Walkover - r = Ritirato - d = Squalificato |

### Sezione 1
|  | Primo turno | Primo turno         | Primo turno         | Primo turno | Primo turno |  |  | Ultimo turno | Ultimo turno        | Ultimo turno        | Ultimo turno | Ultimo turno |  |
|  |             |                     |                     |             |             |  |  |              |                     |                     |              |              |  |
|  | 1           | Nikoloz Basilašvili | Nikoloz Basilašvili | 6           | 6           |  |  |              |                     |                     |              |              |  |
|  | PR          | Matthew Ebden       | Matthew Ebden       | 4           | 2           |  |  | 1            | Nikoloz Basilašvili | Nikoloz Basilašvili | 6            | 7            |  |
|  | PR          | Ernests Gulbis      | Ernests Gulbis      | 4           | 65          |  |  | 23           | Aleksandr Bublik    | Aleksandr Bublik    | 3            | 63           |  |
|  | 23          | Aleksandr Bublik    | Aleksandr Bublik    | 6           | 7           |  |  |              |                     |                     |              |              |  |

### Sezione 2
|  | Primo turno | Primo turno     | Primo turno     | Primo turno | Primo turno |  |  | Ultimo turno | Ultimo turno    | Ultimo turno | Ultimo turno | Ultimo turno |  |
|  |             |                 |                 |             |             |  |  |              |                 |              |              |              |  |
|  | 2           | Denis Istomin   | 6               | 2           | r           |  |  |              |                 |              |              |              |  |
|  |             | Dennis Novikov  | 7               | 4           |             |  |  |              | Dennis Novikov  | 6            | 4            | 0            |  |
|  |             | Tim Smyczek     | Tim Smyczek     | 63          | 3           |  |  | 16           | Henri Laaksonen | 4            | 6            | 6            |  |
|  | 16          | Henri Laaksonen | Henri Laaksonen | 7           | 6           |  |  |              |                 |              |              |              |  |

### Sezione 3
|  | Primo turno | Primo turno        | Primo turno        | Primo turno | Primo turno |  |  | Ultimo turno | Ultimo turno       | Ultimo turno       | Ultimo turno | Ultimo turno |  |
|  |             |                    |                    |             |             |  |  |              |                    |                    |              |              |  |
|  | 3           | Yoshihito Nishioka | Yoshihito Nishioka | 6           | 6           |  |  |              |                    |                    |              |              |  |
|  |             | Marcelo Arévalo    | Marcelo Arévalo    | 2           | 4           |  |  | 3            | Yoshihito Nishioka | Yoshihito Nishioka | 3            | 1            |  |
|  |             | Elias Ymer         | Elias Ymer         | 7           | 6           |  |  |              | Elias Ymer         | Elias Ymer         | 6            | 6            |  |
|  | 17          | Peter Polansky     | Peter Polansky     | 65          | 3           |  |  |              |                    |                    |              |              |  |

### Sezione 4
|  | Primo turno | Primo turno    | Primo turno    | Primo turno | Primo turno |  |  | Ultimo turno | Ultimo turno   | Ultimo turno | Ultimo turno | Ultimo turno |  |
|  |             |                |                |             |             |  |  |              |                |              |              |              |  |
|  | 4           | Radu Albot     | Radu Albot     | 7           | 6           |  |  |              |                |              |              |              |  |
|  |             | Vincent Millot | Vincent Millot | 64          | 2           |  |  | 4            | Radu Albot     | 6            | 3            | 6            |  |
|  | WC          | Alex de Minaur | 6              | 2           | 6           |  |  | WC           | Alex de Minaur | 3            | 6            | 4            |  |
|  | 24          | Gō Soeda       | 3              | 6           | 3           |  |  |              |                |              |              |              |  |

### Sezione 5
|  | Primo turno | Primo turno      | Primo turno      | Primo turno | Primo turno |  |  | Ultimo turno | Ultimo turno     | Ultimo turno     | Ultimo turno | Ultimo turno |  |
|  |             |                  |                  |             |             |  |  |              |                  |                  |              |              |  |
|  | 5           | Michail Kukuškin | Michail Kukuškin | 6           | 6           |  |  |              |                  |                  |              |              |  |
|  | WC          | Marcos Giron     | Marcos Giron     | 3           | 3           |  |  | 5            | Michail Kukuškin | Michail Kukuškin | 1            | 4            |  |
|  |             | Noah Rubin       | Noah Rubin       | 4           | 4           |  |  | 20           | Darian King      | Darian King      | 6            | 6            |  |
|  | 20          | Darian King      | Darian King      | 6           | 6           |  |  |              |                  |                  |              |              |  |

### Sezione 6
|  | Primo turno | Primo turno      | Primo turno      | Primo turno | Primo turno |  |  | Ultimo turno | Ultimo turno   | Ultimo turno | Ultimo turno | Ultimo turno |  |
|  |             |                  |                  |             |             |  |  |              |                |              |              |              |  |
|  | 6           | Jared Donaldson  | Jared Donaldson  | 4           | 4           |  |  |              |                |              |              |              |  |
|  |             | Rajeev Ram       | Rajeev Ram       | 6           | 6           |  |  |              | Rajeev Ram     | 6            | 3            | 2            |  |
|  | WC          | Mitchell Krueger | Mitchell Krueger | 3           | 4           |  |  | 18           | Vasek Pospisil | 4            | 6            | 6            |  |
|  | 18          | Vasek Pospisil   | Vasek Pospisil   | 6           | 6           |  |  |              |                |              |              |              |  |

### Sezione 7
|  | Primo turno | Primo turno      | Primo turno      | Primo turno | Primo turno |  |  | Ultimo turno | Ultimo turno     | Ultimo turno | Ultimo turno | Ultimo turno |  |
|  |             |                  |                  |             |             |  |  |              |                  |              |              |              |  |
|  | 7           | Santiago Giraldo | Santiago Giraldo | 6           | 7           |  |  |              |                  |              |              |              |  |
|  | WC          | Michael Mmoh     | Michael Mmoh     | 3           | 6           |  |  | 7            | Santiago Giraldo | 7            | 3            | 6            |  |
|  |             | Ruben Bemelmans  | 4                | 6           | 3           |  |  | 13           | Norbert Gombos   | 5            | 6            | 2            |  |
|  | 13          | Norbert Gombos   | 6                | 1           | 6           |  |  |              |                  |              |              |              |  |

### Sezione 8
|  | Primo turno | Primo turno       | Primo turno       | Primo turno | Primo turno |  |  | Ultimo turno      | Ultimo turno      | Ultimo turno | Ultimo turno | Ultimo turno |  |
|  |             |                   |                   |             |             |  |  |                   |                   |              |              |              |  |
|  | 8           | Ernesto Escobedo  | Ernesto Escobedo  | 3           | 3           |  |  |                   |                   |              |              |              |  |
|  |             | Peter Gojowczyk   | Peter Gojowczyk   | 6           | 6           |  |  | Peter Gojowczyk   | Peter Gojowczyk   | 6            | 2            | 6            |  |
|  |             | Marco Trungelliti | Marco Trungelliti | 6           | 7           |  |  | Marco Trungelliti | Marco Trungelliti | 2            | 6            | 3            |  |
|  | 15          | Jozef Kovalík     | Jozef Kovalík     | 4           | 64          |  |  |                   |                   |              |              |              |  |

### Sezione 9
|  | Primo turno | Primo turno     | Primo turno | Primo turno | Primo turno |  |  | Ultimo turno | Ultimo turno  | Ultimo turno  | Ultimo turno | Ultimo turno |  |
|  |             |                 |             |             |             |  |  |              |               |               |              |              |  |
|  | 9           | Dušan Lajović   | 5           | 7           | 6           |  |  |              |               |               |              |              |  |
|  | WC          | Ivan Dodig      | 7           | 5           | 0           |  |  | 9            | Dušan Lajović | Dušan Lajović | 6            | 6            |  |
|  |             | Benjamin Becker | 5           | 6           | 4           |  |  | 21           | Tobias Kamke  | Tobias Kamke  | 4            | 3            |  |
|  | 21          | Tobias Kamke    | 7           | 3           | 6           |  |  |              |               |               |              |              |  |

### Sezione 10
|  | Primo turno | Primo turno        | Primo turno      | Primo turno | Primo turno |  |  | Ultimo turno | Ultimo turno     | Ultimo turno     | Ultimo turno | Ultimo turno |  |
|  |             |                    |                  |             |             |  |  |              |                  |                  |              |              |  |
|  | 10          | Illja Marčenko     | 6                | 2           | 6           |  |  |              |                  |                  |              |              |  |
|  |             | Tejmuraz Gabašvili | 4                | 6           | 4           |  |  | 10           | Illja Marčenko   | Illja Marčenko   | 4            | 4            |  |
|  |             | Samuel Groth       | Samuel Groth     | 4           | 65          |  |  | 14           | Julien Benneteau | Julien Benneteau | 6            | 6            |  |
|  | 14          | Julien Benneteau   | Julien Benneteau | 6           | 7           |  |  |              |                  |                  |              |              |  |

### Sezione 11
|  | Primo turno | Primo turno         | Primo turno         | Primo turno | Primo turno |  |  | Ultimo turno | Ultimo turno       | Ultimo turno       | Ultimo turno | Ultimo turno |  |
|  |             |                     |                     |             |             |  |  |              |                    |                    |              |              |  |
|  | 11          | Serhij Stachovs'kyj | Serhij Stachovs'kyj | 63          | 3           |  |  |              |                    |                    |              |              |  |
|  |             | Federico Gaio       | Federico Gaio       | 7           | 6           |  |  |              | Federico Gaio      | Federico Gaio      | 6            | 7            |  |
|  |             | Andrew Whittington  | Andrew Whittington  | 6           | 6           |  |  | WC           | Andrew Whittington | Andrew Whittington | 2            | 5            |  |
|  | 22          | Andrej Rublëv       | Andrej Rublëv       | 3           | 1           |  |  |              |                    |                    |              |              |  |

### Sezione 12
|  | Primo turno | Primo turno      | Primo turno      | Primo turno | Primo turno |  |  | Ultimo turno | Ultimo turno | Ultimo turno | Ultimo turno | Ultimo turno |  |
|  |             |                  |                  |             |             |  |  |              |              |              |              |              |  |
|  | 12          | Marius Copil     | Marius Copil     | 7           | 6           |  |  |              |              |              |              |              |  |
|  |             | Lukáš Rosol      | Lukáš Rosol      | 65          | 2           |  |  | 12           | Marius Copil | Marius Copil | 7            | 6            |  |
|  |             | Márton Fucsovics | Márton Fucsovics | 3           | 3           |  |  | 19           | Denis Kudla  | Denis Kudla  | 64           | 3            |  |
|  | 19          | Denis Kudla      | Denis Kudla      | 6           | 6           |  |  |              |              |              |              |              |  |